# سیرانوش
مروپه ساهاکی گانتارچیان (ارمنی: Մերոպե Սահակի Գանթարճյան; انگلیسی: Merope Sahaki Kantarjian؛ با نام هنری سیرانوش (ارمنی: Սիրանույշ؛)۲۵ مهٔ ۱۸۵۷ – ۱۰ ژوئن ۱۹۳۲) یک بازیگر اهل ارمنی بود. در سال ۱۸۹۷ به قفقاز جنوبی عزیمت نمود و نمایش‌هایی در تفلیس، ایروان و باکو اجرا نمود.

## زندگی‌نامه
وی با نام اصلی مروپه ساهاکی گانتارچیان در ۲۵ مهٔ ۱۸۵۷ در کنستانتینوپل به دنیا آمد. وی در ۱۰ ژوئن ۱۹۳۲ در ۷۵ سالگی در قاهره درگذشت و در آرامستان ارمنی‌های قاهره در کنار طنزپرداز سرشناس ارمنی، یروانت اودیان به خاک سپرده شد.

## نگارخانه

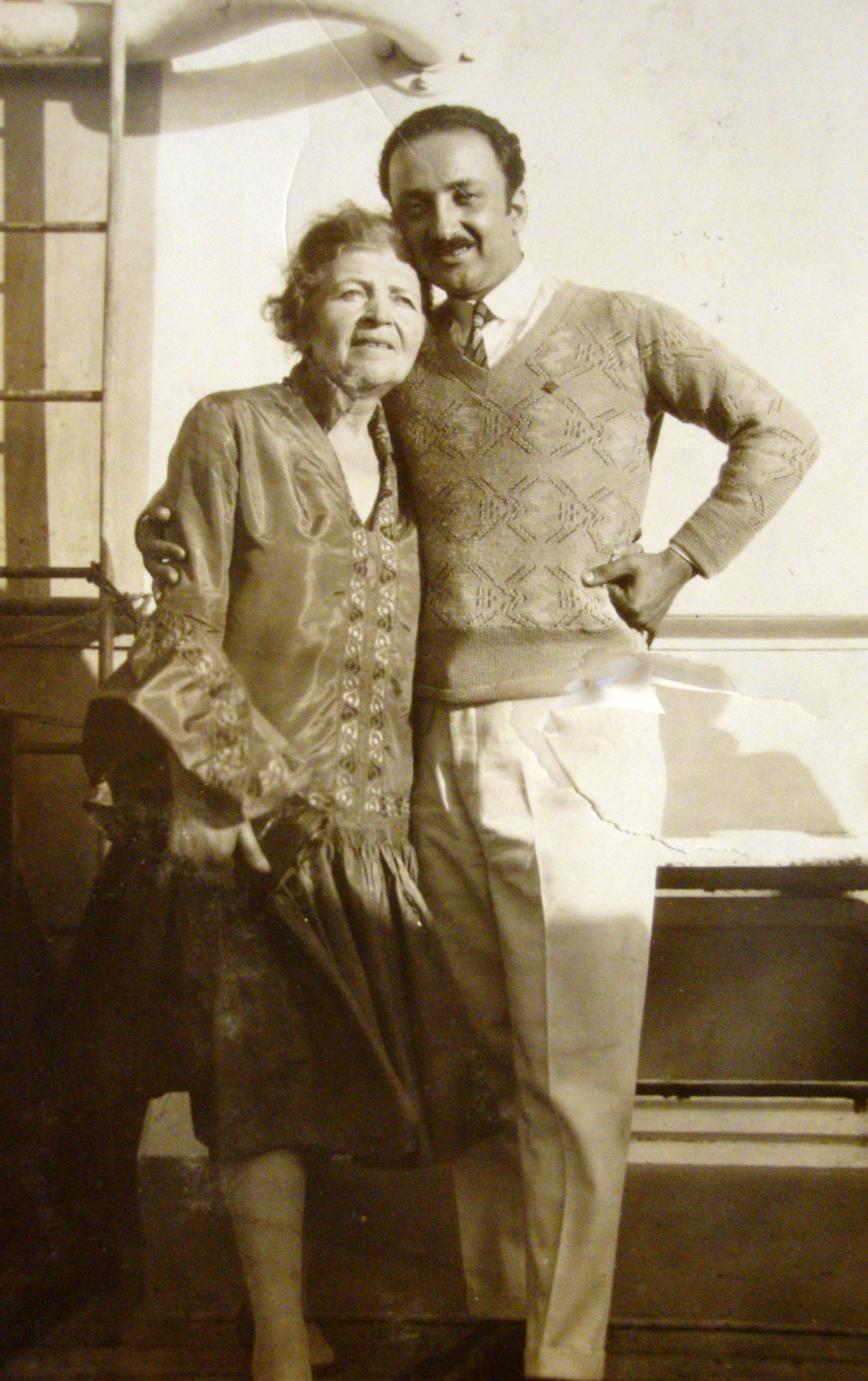
سیرانوش همراه با براده زاده‌اش
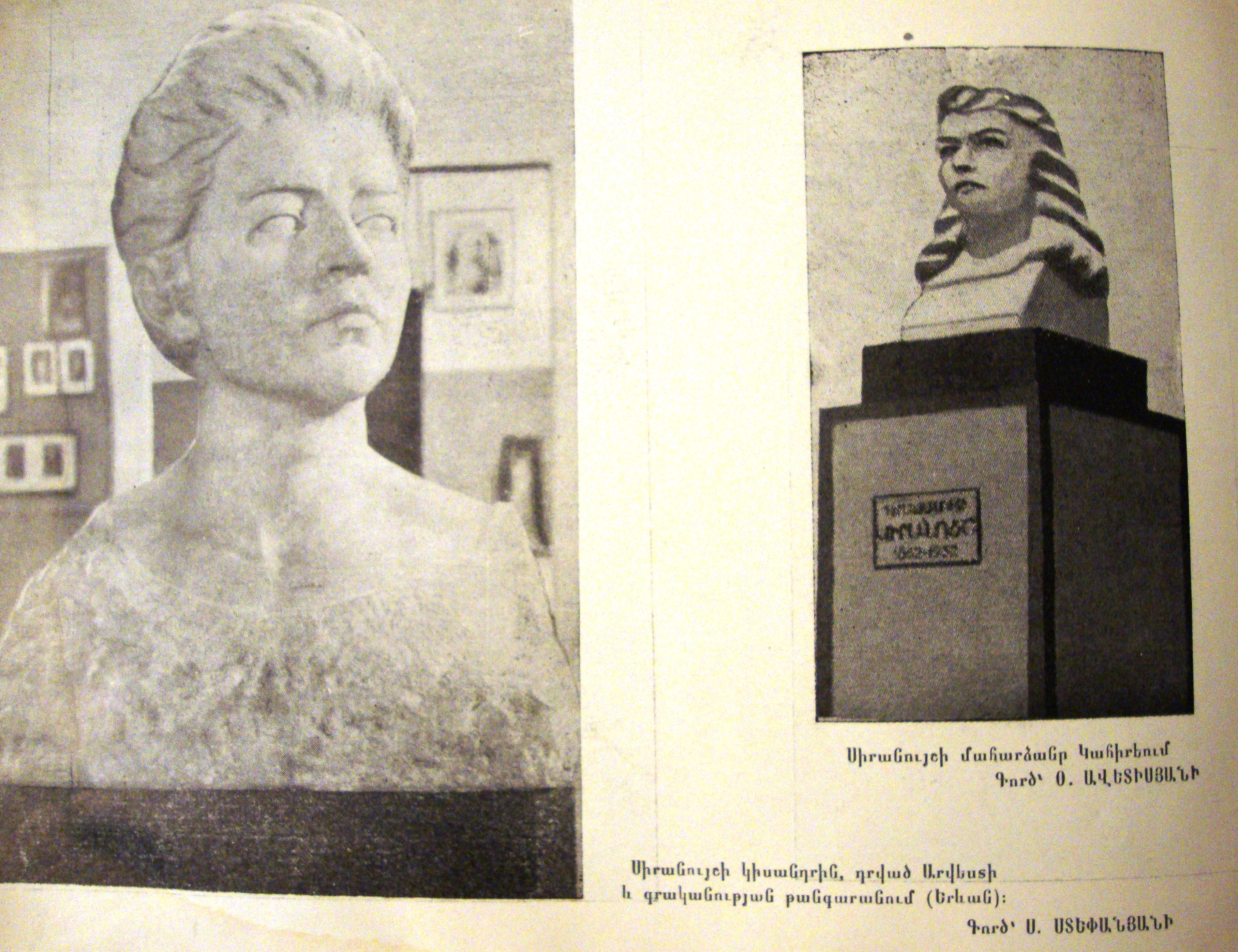
نیم‌تنه سیرانوش
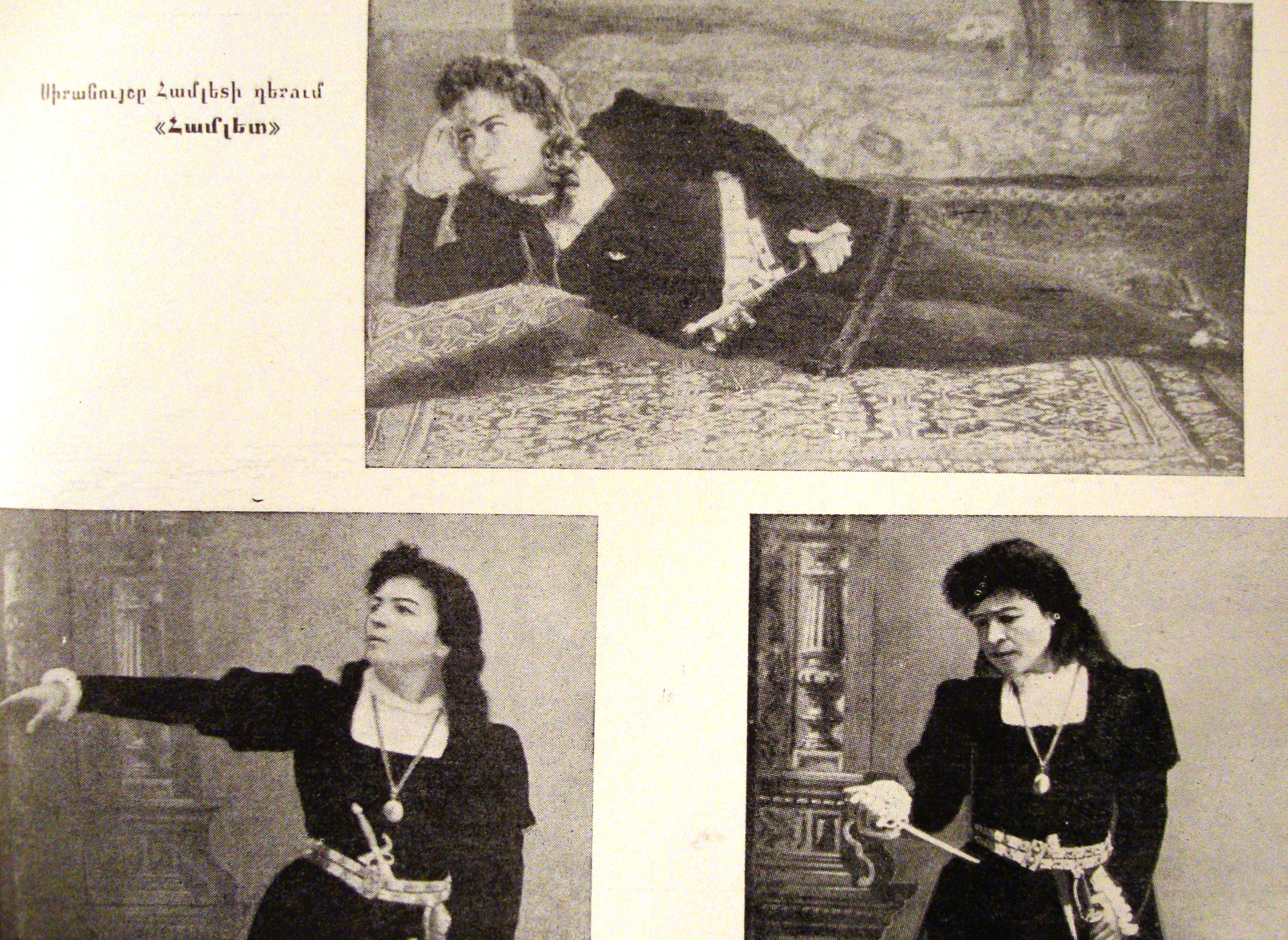
سیرانوش در نقش هاملت
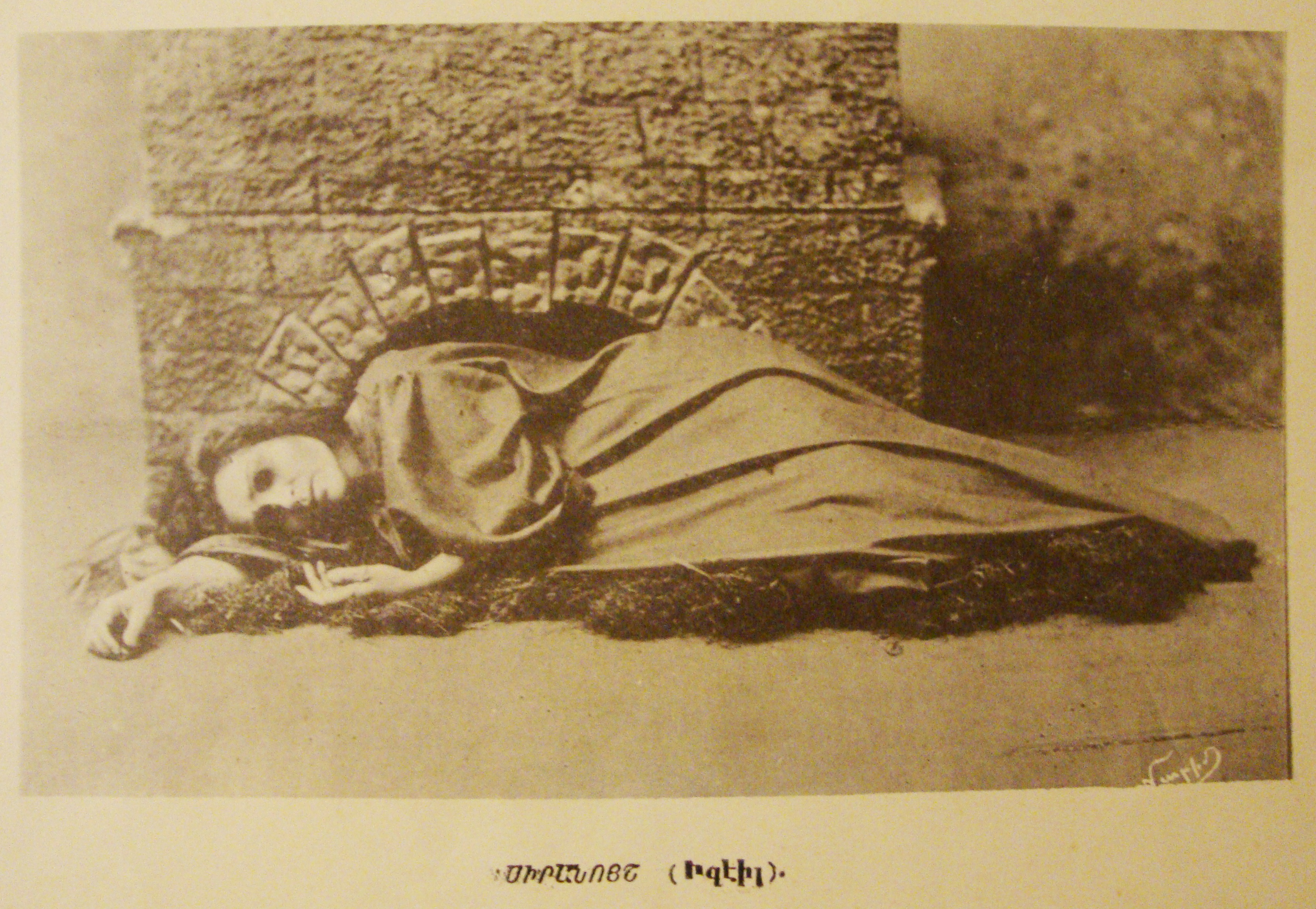
سیرانوش در نقش آنوش